# Teorema de Banach-Alaoglu
En anàlisi funcional i branques relacionades de les matemàtiques, el teorema de Banach-Alaoglu (també conegut com a teorema d'Alaoglu) afirma que la bola unitat tancada de l'espai dual d'un espai vectorial normat és compacta en la topologia feble*. Una prova habitual identifica la bola unitat en topologia feble* com un subconjunt tancat d'un producte de conjunts compactes amb la topologia producte. Com a conseqüència del teorema de Tíjonov, aquest producte i, per tant, la bola unitat en el seu interior, és compacte.
Stefan Banach va publicar el 1932 una demostració d'aquest teorema per a espais vectorials normats separables, i la primera prova pel cas general la va publicar el matemàtic Leonidas Alaoglu el 1940.
Atès que el teorema de Banach-Alaoglu es prova a través del teorema de Tíjonov, es construeix sobre el marc axiomàtic de ZFC, en particular sobre l'axioma d'elecció. La major part de resultats de l'anàlisi funcional també es fonamenta en ZFC. No obstant això, el teorema no necessita l'axioma d'elecció en el cas separable, en aquest cas es té una demostració constructiva.
Aquest teorema té aplicacions en física, on es descriu el conjunt d'estats d'un àlgebra d'observables, atès que qualsevol estat es pot escriure com a combinació lineal convexa d'estats purs.

## El teorema
Siga X un espai normat, el seu dual X* és per tant també un espai normat (amb la norma d'operadors).
La bola unitat tancada d'X* és compacta pel que fa a la topologia feble*.
Això és una motivació per tenir diferents topologies en un mateix espai atès que en contrast la bola unitat en la topologia de norma és compacta si i només si l'espai és finit-dimensional, a causa del lema de Riesz.

## Teorema de Banach-Alaoglu sucesional
Un cas especial del teorema de Banach-Alaoglu és la versió succesional del teorema, que afirma que la bola unitat tancada de l'espai dual d'un espai vectorial normat separable és succesionalment compacta en la topologia feble*. De fet, la topologia feble* sobre la bola unitat tancada del dual d'un espai separable és metritzable i, per tant, compacitat i compacitat succesional són equivalents.
Específicament, siga X un espai normat separable i B la bola unitat tancada en X∗. Atès que X és separable, siga {xn} un subconjunt dens numerable. Llavors es pot definir una mètrica per a x, y ∈ B:
{\displaystyle \rho (x,y)=\sum _{n=1}^{\infty }\,2^{-n}\,{\frac {\left|\langle x-y,x_{n}\rangle \right|}{1+\left|\langle x-y,x_{n}\rangle \right|}}}
on {\displaystyle \langle \cdot ,\cdot \rangle } denota l'aplicació dual d'X∗ amb X. La compacitat succesional de B en aquesta mètrica es pot demostrar amb un argument de diagonalització similar a l'empleat en la demostració del teorema d'Arzelà-Ascoli.
A causa de la naturalesa constructiva de la seva demostració (en contrast amb el cas general, que està fonamentat en l'axioma d'elecció), el teorema de Banach-Alaoglu succesional s'usa sovint en el camp de les equacions en derivades parcials per construir solucions d'EDP o problemes de variacions. Per exemple, si es vol minimitzar un funcional {\displaystyle F:X^{*}\to {\mathbb {R} }} en el dual d'un espai vectorial normat separable X, una estratègia habitual és construir primer una successió minimizadora  {\displaystyle x_{1},x_{2},\ldots \in X^{*}} que s'aproxima a l'ínfim d'F, emprar el teorema de Banach-Alaoglu sucesional per extreure una subsuccesió que convergisca en la topologia feble* a un límit x, i establir llavors que x és un minimizador d'F. L'últim pas sol requerir que F obeisca una propietat de semicontinuitat inferior (succesional) en la topologia feble*.
Quan X∗ és l'espai de mesures de Radon finites sobre la recta real (de manera que{\displaystyle X=C_{0}({\mathbb {R} })}

## Generalització: teorema de Bourbaki-Alaoglu
El teorema de Bourbaki-Alaoglu és una generalització desenvolupada per Bourbaki a topologies duals en espais localment convexos.
Donat un espai localment convex separat X amb dual continu X ' llavors el polar U0 de qualsevol entorn U en X és compacte en la topologia feble σ(X ',X) sobre X '.
En el cas d'un espai vectorial normat, el polar d'un entorn és tancat i fitat a l'espai dual. Per exemple, el polar de la bola unitat és la bola unitat tancada en el dual. En conseqüència, per a un espai vectorial normado (i per tant en un espai de Banach), el teorema de Bourbaki-Alaoglu és equivalent al teorema de Banach-Alaoglu.

## Demostració
Per a tot x en X, siga
{\displaystyle D_{x}=\{z\in \mathbb {C} :\left|z\right|\leq \|x\|\},}
i
{\displaystyle D=\prod _{x\in X}D_{x}.}
Atès que cada Dx és un subconjunt compacte del pla complex, D és també compacte en la topologia producte pel teorema de Tíjonov.
Hom pot identificar la bola unitat tancada en X*, B1(X*), com un subconjunt de D de manera natural:
{\displaystyle f\in B_{1}\left(X^{*}\right)\mapsto (f(x))_{x\in X}\in D.}
Aquesta aplicació és injectiva i contínua, amb B1(X*) amb la topologia feble* i D amb la topologia producte. La seva inversa, definida sobre el seu rang, és també contínua.
El teorema quedarà demostrat si el rang de l'aplicació anterior és tancat. Però això és també clar. Si es té una xarxa
{\displaystyle (f_{\alpha }(x))_{x\in X}\to (\lambda _{x})_{x\in X}}
en D, llavors el funcional definit per
{\displaystyle g(x)=\lambda _{x}}
roman en B1(X*).

## Conseqüències
- En un espai de Hilbert, tot conjunt fitat i tancat és feblement relativament compacte atès que tota xarxa fitada té una subxarxa feblement convergent (els espais de Hilbert són reflexius)
- Com els conjunts convexos i tancats en norma són feblement tancats (teorema de Hahn-Banach), les clausures en norma de conjunts fitats convexos en espais de Hilbert o espais de Banach reflexius són feblement compactes.
- Els conjunts tancats i fitats en B(H) són precompactes pel que fa a la topologia d'operadors febles (que és més feble que la topologia ultradébil, que en aquest cas és la topologia feble* pel que fa al predual de B(H), els operadors de classe de traça). Per tant, les successions fitades d'operadors tenen un punt d'acumulació feble.

Com a conseqüència, B(H) té la propietat de Heine-Borel, si té l'operador feble o la topologia ultradébil.
- Si X és un espai de Banach reflexiu, llavors tota successió fitada en X té una subsuccesió feblement convergent (això se segueix d'aplicar el teorema de Banach-Alaoglu a un subespai feblement metritzable d'X; o, més succintament, aplicant el teorema d'Eberlein-Šmulian). Per exemple, suposem que X=Lp(μ), 1<p<∞. Siga fn una successió fitada de funcions en X. Llavors existeix una subsucesión fnk X tal que

{\displaystyle \int f_{n_{k}}g\,d\mu \to \int fg\,d\mu }
per a tot g ∈ Lq(μ) = X* (on 1/p+1/q=1). El resultat corresponent per a p=1 no és cert, ja que L¹(μ) no és reflexiu.
S'ha de tenir en compte que encara que aparent, el teorema de Banach-Alaoglu no implica que la topologia feble* siga localment compacta. Això és perquè la bola unitat tancada és sol un entorn de l'origen en la topologia forta, però habitualment no és un entorn de l'origen en la topologia feble*, ja que té interior buit en la topologia feble*, tret que l'espai siga finit-dimensional. De fet, Weil va provar que tots els espais vectorials topològics de Hausdorff localment compactes han de ser finit-dimensionals.